# Pavetta baconiella
Pavetta baconiella är en måreväxtart som beskrevs av Cornelis Eliza Bertus Bremekamp. Pavetta baconiella ingår i släktet Pavetta och familjen måreväxter. Inga underarter finns listade i Catalogue of Life.